# Lenguas mixeanas
Las lenguas mixeanas (o mijeanas) constituyen una de las dos ramas de la familia mixe-zoque localizadas en el sur de México. Las lenguas de esta rama se hablan principalmente en Oaxaca donde se denominan propiamente mixe y también en Veracruz donde se les denomina popoluca. El término popoluca es un tanto confuso porque existe una lengua de la rama zoqueana que también se denomina popoluca. Anterior en Chiapas se habló el tapachulteco que era otra lengua independiente de la rama mixe.

## Clasificación interna
Las lenguas mixeanas parecen tener un tiempo de diversificación estimado de unos 13 siglos. Frente a los 36 siglos de diversificación del proto-mixe-zoque. En cuanto a las lenguas de la rama mixeana esta está formada propiamente por las siguientes variedades:
- Variantes de Mixe de Oaxaca
  - Mixe de Coatlán (mco)
  - Mixe del istmo (mir)
  - Mixe de Totontepec (mto)
  - Mixe de Tlahuitoltepec (mxp)
  - Mixe de Juquila (mxq)
  - Mixe de Mazatlán (mzl)
  - Mixe norcentral (neq)
  - Mixe de Quetzaltepec (pxm)
- Variantes de Popoluca de Veracruz
  - Popoluca de Oluta (plo)
  - Popoluca de Sayula (pos)
- Variantes de Chiapas
  - Tapachulteco

## Comparación léxica
El siguiente cuadro resume los numerales en diferentes variedades de lenguas mixeanas:
| GLOSA | Popoluca de Sayula | Popoluca de Oluta | Mixe de Totontepec | Mixe de Tlahuiltotepec | proto-mixeano |
| ----- | ------------------ | ----------------- | ------------------ | ---------------------- | ------------- |
| 1     | tuʔk               | tuʔk              | toʔk               | tuʔuk                  | *tuʔ.k        |
| 2     | mečk               | mesko             | mehʦk              | mahʦk                  | *mehʦ.k       |
| 3     | tūgup              | tuviʔk            | tōhk               | tûkûk                  | *tuku.k       |
| 4     | mak.tašp           | mak.tasko         | mak.tāšk           | mak.tɔšk               | *mak.tas.k    |
| 5     | mogošp             | mokoško           | mugošk             | makošk                 | *mokoš.k      |
| 6     | tuhtup             | tuhtuhko          | tohtik             | tutuhk                 | *tuhtu.k      |
| 7     | guš.tuhtup         | huš.tuhkuhtuh-    | vuš.tohtik         | wuš.tuhk               | *wuš.tuhtu.k  |
| 8     | tuku.tuhtup        | tuku.tuhko        | todohtik           | tuktuhk                | *tuku.tuhtu.k |
| 9     | taš.tuhtup         | tās.tutuhko       | taš.tohtik         | tɔš.tohk               | *tas.tuhtu.k  |
| 10    | makp               | maku              | mahk               | mɔhk                   | *mah.k        |